# NGC 597
NGC 597 (również PGC 5721) – galaktyka spiralna z poprzeczką (SBbc), znajdująca się w gwiazdozbiorze Rzeźbiarza. Odkrył ją John Herschel 25 września 1834 roku.
Do tej pory w galaktyce zaobserwowano jedną supernową – SN 2009fr.